# De Havilland DH.56 Hyena
Il de Havilland DH.56 Hyena fu un aereo prototipo per il supporto all'esercito realizzato negli anni venti dalla de Havilland su indicazioni della RAF; venne realizzato in soli due esemplari in quanto fu preferito l'Armstrong Whitworth Atlas.

## Storia

### Sviluppo
Il DH.56 Hyena fu realizzato seguendo le direttive 30/24 emanate dall'Air Ministry per la realizzazione di un velivolo atto a supportare le operazioni dell'esercito. Il progetto si basò sul de Havilland DH.42 Dormouse e fu quindi un biplano monomotore biposto equipaggiato con una mitragliatrice Vickers e una Lewis; inoltre fu montato un gancio per la raccolta della posta sito sotto la fusoliera. Il velivolo fu attrezzato anche per la fotografia aerea, il rilascio in volo di rifornimenti, per il bombardamento e come indicatore di fuoco per l'artiglieria al suolo.
Il primo Hyena volò il 17 maggio 1925, equipaggiato con un motore radiale Armstrong Siddeley Jaguar III da 385 hp (287 kW). Con questo propulsore il velivolo si dimostrò di bassa potenza, pertanto fu necessario un ripensamento del mezzo in modo da essere equipaggiato con il propulsore Jaguar IV da 422 hp (315 kW); solo allora fu spedito per i test ufficiali. I due prototipi furono valutati dalla Royal Air Force assieme all'Armstrong Whitworth Atlas, al Bristol Bloodhound e al Vickers Vespa; tutti i mezzi furono testi dal IV squadrone della RAF. L'Hyena si dimostrò difficile da controllare nelle manovre vicine al suolo anche per colpa di una visuale limitata del pilota e tra i mezzi competitori su scelto l'Atlas, mentre il DH.56 andava incontro all'abbandono come progetto.

### Impiego operativo
I due esemplari completati furono utilizzati dalla RAF come banco prova fino alla loro dismissione nel 1928.

## Utilizzatori
Regno Unito
- Royal Air Force